# Torrejoncillo del Rey
Torrejoncillo del Rey község Spanyolországban, Cuenca tartományban. Torrejoncillo del Rey Palomares del Campo, Campos del Paraíso, Pineda de Gigüela, Los Valdecolmenas, Villarejo de la Peñuela, Abia de la Obispalía, Huerta de la Obispalía és Zafra de Záncara községekkel határos. Lakosainak száma 338 fő (2024).

## Népesség
A település népessége az utóbbi években az alábbiak szerint változott:
| Lakosok száma | 674  | 652  | 649  | 597  | 541  | 460  | 412  | 341  | 358  | 338  |
|               | 2001 | 2004 | 2006 | 2009 | 2011 | 2014 | 2016 | 2019 | 2021 | 2024 |